# Sphaeropyga striolata
Sphaeropyga striolata är en insektsart som först beskrevs av Ludwig Redtenbacher 1892.  Sphaeropyga striolata ingår i släktet Sphaeropyga och familjen vårtbitare. Inga underarter finns listade i Catalogue of Life.